# Venda jezik
Venda jezik (chivenda; ISO 639-3: ven), nigersko-kongoanski jezik, kojim govori 980 000 ljudi istoimenog naroda Venda iz Južnoafričke Republike (2006), čiji je nekadašnji glavni grad bio D’zata, i oko 84 000 u Zimbabveu (1989). Pripada centralnim bantu jezicima, podskupini venda (S.20), čiji je jedini predstavnik.
Venda ima sljedeće dijalekte: phani, tavha-tsindi, ilafuri, manda, guvhu, mbedzi i lembetu. Govore ga i pripadnici etničke grupe Lembaa koji kažu da su porijeklom od Falasha. U Južnoafričkoj Republici je jedan od službenih jezika; pismo: latinica.

## Vanjske poveznice
- Ethnologue (14th)
- Ethnologue (15th)